# Лихорадка (мифология)
Лихора́дка, лихоманка, трясавица — в славянской мифологии персонифицированная в образе женщины болезнь, вселяющаяся в человека и вызывающая то озноб, то жар.
Отличительная особенность лихорадки — множественность (7, 9, 12, 77 женщин, сестёр, мух, струй воздуха) и изменчивость образа. В заговорах лихорадки могли называться «Дщерьми Иродовыми».

## Этимология
Слово «лихорадка» древнерусского происхождения. Образовано с помощью суффикса -ка от лихорадить — «желать зла», полученного от лихо — «зло» и радить — «желать». В русском языке XI—XVII веков слово известно в значении «гнойный нарыв, короста», «озноб и жар».

## Имена
В названиях лихорадок отражены симптомы, причины болезни, время появления, цвет. Главные симптомы (озноб, жар) порождают названия со внутренней формой «горячая», «холодная»: рус. горячка, леде(не)я, ледиха (архангел.), студенка (казан.), укр. жарка, огневиця, зімова, зима, зимница, з.-сил. и кашуб. zima, пол. zimno, chlodn(ic)a ograszka, zimná, zimnica, серб. врућица, хорв. lednica, болг. огненица (один из основных признаков «горячка» отражён в лат. febris от и.-е. *dheuh «жечь», ср.пол. febra, frybra — из лат. febris); «дрожь» (и ассоциативные названия): рус. дрожалка, дрожуха, знобуха, кумоха (ср. кумошить «терзать, мучить»), маяльница (ср. маяться), трепалка, трясуха; укр. трясця, корчій, знобія, бел. асинавая, рус. горькуша (признак болезни ассоциируется со свойством осины постоянно дрожать, как больной дрожит от лихорадки), трасачка, чухянка, серб. чамалица (от чам «тоска», лихорадка без сна), болг. треска, тресавица, макед. треска, трескавица. Эти же симптомы лихорадки выражаются глаголами: трясёт, треплет, колотит, трусит, лихорадит, распаляет, леденит, ломает, мучает. Ряд названий указывает на цвет: рус. желтыня, желтуха, зелена(я), синя, укр. желтія, чеш. žluta zimnice «жёлтая лихорадка». Персонификация состояний, вызываемых лихорадкой, отразилась в названиях: Тресея, Огнея, Ледея, Гнетея, Гинуша, Глухея, Ломея, Похнея, Желтея, Каркуша, Гледея.
Русские имена лихорадок по Афанасьеву:
1. Трясея (тресучка, трясуница, потресуха, трясучка, трясца).
2. Огнея или огненная.
3. Ледея (ледиха) или озноба (знобея, забуха).
4. Гнетея (гнетница, гнетуха, гнетучка).
5. Грынуша или грудица (грудея).
6. Глухея (глохня).
7. Ломея (ломеня, ломовая) или костоломка.
8. Пухнея (пухлея, пухлая), отекная.
9. Желтея (желтуха, желтуница).
10. Коркуша или корчея (скорчея).
11. Глядея[5].
12. Огнеястра и неве.

## Образ
Ты бы шторку опустила…

Дай-ка книгу… Не хочу…

Ты намедни говорила,

Лихорадка… я шучу…

— Что за шутки спозаранок!

Уж поверь моим словам:

Сёстры, девять лихоманок,

Часто ходят по ночам.

Вишь, нелёгкая их носит

Сонных в губы целовать!

Всякой болести напросит

И пойдёт тебя трепать.

— Верю, няня!.. Нет ли шубы?

Хоть всего не помню сна,

Целовала крепко в губы —

Лихорадка ли она?
Само число 12 и резко отрицательная семантика «сестёр-трясавиц» связаны с апокрифическим мотивом дочерей царя Ирода. Девы-Иродиады в славянской мифологии — простоволосые женщины дьявольского обличия (крылья летучей мыши, различные уродства). В некоторых заговорах их семь, десять, сорок, семьдесят семь.
Также в народных преданиях лихорадка может ходить и в одиночку. При этом из табуистических соображений её зовут ласкательно-приветливыми словами: добруха, кумоха, сестрица, тётка, гостьюшка, гостейка и др. Славянские заговоры зачастую предполагают изгнание лихорадки в леса, пустыни, болота, тартарары. В работе Афанасьева указывается наличие заговоров против лихорадки также у немцев, индусов, финнов.
Иногда среди лихорадок выделяют «старшую», якобы сидящую прикованную на железном стуле двенадцатью цепями. По поверью, если она порвёт цепи, то поражённый ею человек умрёт. В некоторых заговорах упоминается Жупела — мать и царица лихорадок.
Б. А. Рыбаков в книге «Язычество древней Руси» предполагает, что образ лихорадок произошёл в народном сознании из представления о русалках-берегинях. Разновидностью русалок лихорадки называются и в научно-популярной «Энциклопедии сверхъестественных существ». Связь лихорадок с водоёмами прослеживает по русским заговорам М. Забылин.
В статье А. К. Байбурина со ссылкой на работу Д. К. Зеленина приводится традиционный «метод борьбы» с лихорадкой глотанием бумажки с определённой надписью. Д. К. Зеленин приводит также следующие способы лечения лихорадки:
- Спину лихорадочного больного мнут мялкой, которую предварительно ставят на куриную нашесть (насест).
- Пьют куриный помёт или кладут под подушку дохлую курицу.

По некоторым поверьям, 2 (15) января в Селиверстов день лихорадки выходили из своих подземелий, прячась от мороза. В этот день притолоки кропили наговорённой водой. Считалось, что лихорадки пугались также петушиного крика, лая собак и колокольного звона.
Образ лихорадки, в отличие от образа чумы, в славянской традиции слабо выражен и поэтому не отражён в быличках, обрядах и поверьях.

## Происхождение
Считалось, что лихорадки — это:
- заложные покойники, 12 сестёр, проклятых своими родителями;
- 12 дочерей, проклятых царём Соломоном, они мучаются от проклятия и поэтому мучают других (нижегород.);
- дочери ада, сатаны, они прокляты Богом, осуждены ходить по земле до конца света и мучить грешников (рус. Воронеж.);
- потопленные в море своим отцом двенадцать дочерей египетского царя Фараона (рус. Владимир., Новгород.);
- наиболее распространённое представление книжного происхождения — дочери царя Ирода, проклятые Богом за смерть Иоанна Крестителя и заживо «пожранные землёй», то есть провалившиеся под землю[13].